# 2017 în Moldova
Acest articol prezintă evenimente din anul 2017 în Moldova .

## Decese
- 28 ianuarie – Ion Ungureanu, actor și politician (născut în anul 1935).
- 29 ianuarie – Ruslan Barburoș, fotbalist (născut în anul 1978).
- 3 februarie – Gheorghe Pârlea, actor (născut în anul 1944).